# A Budapest Honvéd FC 2008–2009-es szezonja
A Budapest Honvéd FC 2008–2009-es szezonja szócikk a Budapest Honvéd FC első számú férfi labdarúgócsapatának egy idényéről szól, mely sorozatban az 5., összességében pedig a 98. idénye a csapatnak a magyar első osztályban. A klub fennállásának ekkor volt a 99. évfordulója.

## Mérkőzések
| Színmagyarázat | Színmagyarázat |
| -------------- | -------------- |
|                | Győzelem.      |
|                | Döntetlen.     |
|                | Vereség.       |

### Intertotó-kupa
| 1. forduló Első mérkőzés 2008. július 5. 18:00 |

| FK Teplice    | 1 – 3   | Budapest Honvéd                                                   |
| ------------- | ------- | ----------------------------------------------------------------- |
| Lukáš 58' 90' | (0 – 1) | Hercegfalvi 35' 90' Abraham 81' Abass 90' Vincze 10' Benjamin 90' |

| Na Stínadlech, Teplice Nézőszám: 3 050 Játékvezető: Hannes Kaasik (észt) |

| 1. forduló Visszavágó 2008. július 12. 18:00 |

| Budapest Honvéd         | 0 – 2   | FK Teplice       |
| ----------------------- | ------- | ---------------- |
| Benjamin 69' Vincze 90' | (0 – 0) | Jun 68' Rosa 72' |

| Bozsik József Stadion, Budapest Játékvezető: Garðar Hinriksson (izlandi) |

| 2. forduló Első mérkőzés 2008. július 19. 18:00 |

| Sturm Graz | 0 – 0   | Budapest Honvéd |
| ---------- | ------- | --------------- |
|            | (0 – 0) |                 |

| UPC-Arena, Graz Nézőszám: 5 830 Játékvezető: Björn Kuipers (holland) |

| 2. forduló Visszavágó 2008. július 26. 20:00 |

| Budapest Honvéd                                                                | 1 – 2   | Sturm Graz            |
| ------------------------------------------------------------------------------ | ------- | --------------------- |
| Smiljanić 8' Ndjodo 12' Filó 38' Maróti 45' Rabóczki 63' Takács 73' Vincze 90' | (1 – 0) | Beichler 72' Haas 77' |

| Bozsik József Stadion, Budapest Játékvezető: Alan Kelly (ír) |

### Soproni Liga 2008–09

#### Őszi fordulók
| 1. forduló 2008. július 29. 20:00 |

| Budapest Honvéd | 0 – 1               | Vasas                                       |
| --------------- | ------------------- | ------------------------------------------- |
| Smiljanić 29'   | (0 – 0) Jegyzőkönyv | Lázok 81' Dobrić 47' Paripović 67' Tóth 86′ |

| Bozsik József Stadion, Budapest Nézőszám: 2 000 Játékvezető: Fábián Mihály (magyar) |

| 2. forduló 2008. augusztus 3. 20:00 |

| MTK Budapest       | 1 – 1               | Budapest Honvéd                                  |
| ------------------ | ------------------- | ------------------------------------------------ |
| Pál 33' Pintér 63' | (1 – 1) Jegyzőkönyv | Hercegfalvi 23' Smiljanić 33' Gebro 45' Bila 89' |

| Hidegkuti Nándor Stadion, Budapest Nézőszám: 1 500 Játékvezető: Mészáros István (magyar) |

| 3. forduló 2008. augusztus 8. 19:00 |

| Budapest Honvéd                                   | 3 – 1               | Diósgyőr                                                |
| ------------------------------------------------- | ------------------- | ------------------------------------------------------- |
| Hercegfalvi 24' 60' 90+2' Ivancsics 60' Gebro 85' | (1 – 0) Jegyzőkönyv | Tóth 54' Kamber 23' Miličić 30' Sebők 63′ Köteles 90+2' |

| Bozsik József Stadion, Budapest Nézőszám: 3 000 Játékvezető: Vad II. István (magyar) |

| 4. forduló 2008. augusztus 16. 20:00 |

| Paksi FC                                           | 1 – 1               | Budapest Honvéd                                               |
| -------------------------------------------------- | ------------------- | ------------------------------------------------------------- |
| Tököli 28' (11-esből) Sipeki 20' Böde 52' Vári 84' | (1 – 0) Jegyzőkönyv | Hercegfalvi 73' (11-esből) Diego 34' Vincze 59' Ivancsics 70' |

| Fehérvári úti stadion, Paks Nézőszám: 3 927 Játékvezető: Arany Tamás (magyar) |

| 5. forduló 2008. augusztus 24. 20:00 |

| Budapest Honvéd         | 3 – 1               | Zalaegerszegi TE          |
| ----------------------- | ------------------- | ------------------------- |
| Diego 22' Abass 28' 42' | (3 – 1) Jegyzőkönyv | Miljatovič 7' Davidov 60' |

| Bozsik József Stadion, Budapest Nézőszám: 1 500 Játékvezető: Iványi Zoltán (magyar) |

- A jegyzőkönyvből nem derülnek ki a gólszerzők.

| 6. forduló 2008. augusztus 31. 17:30 |

| Győri ETO                                                        | 4 – 1               | Budapest Honvéd                         |
| ---------------------------------------------------------------- | ------------------- | --------------------------------------- |
| Koltai 11' 38' Bajzát 34' 76' 81' Kovács 43' Tokody 58' Copa 83' | (2 – 1) Jegyzőkönyv | Smiljanić 8' Hercegfalvi 43' Maróti 83' |

| ETO Park, Győr Nézőszám: 3 000 Játékvezető: Fábián Mihály (magyar) |

| 7. forduló 2008. szeptember 13. 20:00 |

| Budapest Honvéd                                                  | 1 – 2               | FC Fehérvár                                              |
| ---------------------------------------------------------------- | ------------------- | -------------------------------------------------------- |
| Maróti 33' 69' Magoč 40' Hercegfalvi 53' Abass 62' Smiljanić 90' | (1 – 1) Jegyzőkönyv | Farkas 37' Sitku 75' Andić 25' Nagy 82' Cesar Romero 89' |

| Bozsik József Stadion, Budapest Nézőszám: 1 500 Játékvezető: Kassai Viktor (magyar) |

| 8. forduló 2008. szeptember 20. 19:00 |

| Nyíregyháza Spartacus         | 3 – 0               | Budapest Honvéd |
| ----------------------------- | ------------------- | --------------- |
| Apostu 36' 63' Luis Ramos 56' | (1 – 0) Jegyzőkönyv |                 |

| Nyíregyháza Városi Stadion, Nyíregyháza Nézőszám: 2 000 Játékvezető: Arany Tamás (magyar) |

| 9. forduló 2008. szeptember 27. 15:00 |

| Budapest Honvéd           | 1 – 1               | Újpest                                 |
| ------------------------- | ------------------- | -------------------------------------- |
| Abraham 11' Smiljanić 23' | (1 – 1) Jegyzőkönyv | Maróti 41' (öngól) Kiss 17' Lipták 26' |

| Bozsik József Stadion, Budapest Nézőszám: 3 000 Játékvezető: Mészáros István (magyar) |

| 10. forduló 2008. október 3. 19:00 |

| BFC Siófok | 0 – 1               | Budapest Honvéd      |
| ---------- | ------------------- | -------------------- |
| Tusori 69' | (0 – 1) Jegyzőkönyv | Abraham 37' Filó 70' |

| Révész Géza utcai stadion, Siófok Nézőszám: 1 200 Játékvezető: Bognár Tamás (magyar) |

| 11. forduló 2008. október 18. 15:00 |

| Budapest Honvéd | 0 – 1               | Haladás   |
| --------------- | ------------------- | --------- |
| Genito 44'      | (0 – 0) Jegyzőkönyv | Sipos 63' |

| Bozsik József Stadion, Budapest Nézőszám: 1 500 Játékvezető: Berger József (magyar) |

| 12. forduló 2008. október 24. 19:00 |

| Debreceni VSC                      | 4 – 1               | Budapest Honvéd                                           |
| ---------------------------------- | ------------------- | --------------------------------------------------------- |
| Rudolf 2' Oláh 41' Szakály 58' 61' | (2 – 0) Jegyzőkönyv | Moreira 59' Maróti 13' Benjamin 25' Genito 40' Vincze 75' |

| Oláh Gábor utcai stadion, Debrecen Nézőszám: 4 000 Játékvezető: Iványi Zoltán (magyar) Asszisztensek: Kelemen Attila Medovarszki János |

| 13. forduló 2008. november 1. 18:00 |

| Budapest Honvéd                                          | 2 – 2               | Kecskeméti TE                                    |
| -------------------------------------------------------- | ------------------- | ------------------------------------------------ |
| Diego 48' Hercegfalvi 60' Vincze 54' Genito 61' Filó 87' | (0 – 1) Jegyzőkönyv | Csordás 32' 90+2' Koszó 3' Farkas 38' Gyagya 87' |

| Bozsik József Stadion, Budapest Nézőszám: 1 000 Játékvezető: Szabó Zsolt (magyar) |

| 14. forduló 2008. november 8. 18:00 |

| Rákospalotai EAC                  | 2 – 5               | Budapest Honvéd                                                    |
| --------------------------------- | ------------------- | ------------------------------------------------------------------ |
| Dancs 28' Lisztes 77' Kőhalmi 22' | (1 – 2) Jegyzőkönyv | Hercegfalvi 15' (11-esből) 75' Diego 41' Genito 57' Stojaković 82' |

| Budai II László Stadion, Budapest Nézőszám: 800 Játékvezető: Solymosi Péter (magyar) |

| 15. forduló 2008. november 15. 18:00 |

| Budapest Honvéd           | 2 – 1               | Kaposvári Rákóczi                             |
| ------------------------- | ------------------- | --------------------------------------------- |
| Hercegfalvi 36' Diego 38' | (2 – 0) Jegyzőkönyv | Nikolics 90+3' (11-esből) Petrók 36' Pest 42' |

| Bozsik József Stadion, Budapest Nézőszám: 1 200 Játékvezető: Mészáros István (magyar) |

#### Tavaszi fordulók
| 16. forduló 2009. február 21. 15:00 |

| Vasas                                                    | 3 – 1               | Budapest Honvéd                      |
| -------------------------------------------------------- | ------------------- | ------------------------------------ |
| Tóth 5' Németh 34' 90' B. Tóth 41' Dobrić 80' Piller 88′ | (3 – 0) Jegyzőkönyv | Hercegfalvi 60' Takács 20' Lungu 25' |

| Illovszky Rudolf Stadion, Budapest Nézőszám: 2 000 Játékvezető: Vad II. István (magyar) |

| 17. forduló 2009. május 5. 19:00 |

| Budapest Honvéd                    | 0 – 3               | MTK Budapest                          |
| ---------------------------------- | ------------------- | ------------------------------------- |
| Debreceni 17' Filó 58' Fazakas 69' | (0 – 0) Jegyzőkönyv | Urbán 77' 90+4' Hrepka 82' Lencse 16' |

| Bozsik József Stadion, Budapest Nézőszám: 1 100 Játékvezető: Vad II. István (magyar) |

| 18. forduló 2009. március 7. 18:00 |

| Diósgyőr | 0 – 0               | Budapest Honvéd    |
| -------- | ------------------- | ------------------ |
|          | (0 – 0) Jegyzőkönyv | Filó 55′ Lungu 90′ |

| DVTK-stadion, Miskolc Nézőszám: 5 500 Játékvezető: Berger József (magyar) |

| 19. forduló 2009. március 14. 18:00 |

| Budapest Honvéd                        | 1 – 1               | Paksi FC                           |
| -------------------------------------- | ------------------- | ---------------------------------- |
| Hidi 64' 80' Arsenijević 41' Dobos 88' | (0 – 0) Jegyzőkönyv | Tököli 90+2' Szabó 30' Nikolov 32' |

| Bozsik József Stadion, Budapest Nézőszám: 2 000 Játékvezető: Solymosi Péter (magyar) |

| 20. forduló 2009. március 21. 15:00 |

| Zalaegerszegi TE                   | 1 – 1               | Budapest Honvéd                     |
| ---------------------------------- | ------------------- | ----------------------------------- |
| Hajdú 87' Varga 56' Miljatovič 62' | (0 – 0) Jegyzőkönyv | Hercegfalvi 76' Abass 45' Simić 78' |

| ZTE Aréna, Zalaegerszeg Nézőszám: 2 953 Játékvezető: Bede Ferenc (magyar) |

| 21. forduló 2009. április 3. 19:00 |

| Budapest Honvéd       | 0 – 0               | Győri ETO |
| --------------------- | ------------------- | --------- |
| Dobos 49' Fazakas 78′ | (0 – 0) Jegyzőkönyv | Stark 76' |

| Bozsik József Stadion, Budapest Nézőszám: 2 500 Játékvezető: Fábián Mihály (magyar) |

| 22. forduló 2009. április 11. 19:00 |

| FC Fehérvár                                    | 0 – 2               | Budapest Honvéd                                                    |
| ---------------------------------------------- | ------------------- | ------------------------------------------------------------------ |
| Andić 26' Koller 37′ Vujović 66' Horváth 90+3′ | (0 – 2) Jegyzőkönyv | Hercegfalvi 38' (11-esből) 45' Arsenijević 34' Diego 56' Abass 69' |

| Sóstói Stadion, Székesfehérvár Nézőszám: 1 857 Játékvezető: Bognár Tamás (magyar) |

| 23. forduló 2009. április 18. 19:00 |

| Budapest Honvéd                         | 1 – 0               | Nyíregyháza Spartacus                                                        |
| --------------------------------------- | ------------------- | ---------------------------------------------------------------------------- |
| Abraham 58' Benjamin 55' Stojaković 84' | (0 – 0) Jegyzőkönyv | Luis Ramos 23' Imedasvili 27' Odrobéna 57' Perényi 72' Mboussi 75' Dosso 76' |

| Bozsik József Stadion, Budapest Nézőszám: 2 000 Játékvezető: Veizer Roland (magyar) |

| 24. forduló 2009. április 24. 19:00 |

| Újpest                                            | 3 – 0               | Budapest Honvéd            |
| ------------------------------------------------- | ------------------- | -------------------------- |
| Kabát 12' 86' Malone 49' 50' Pollák 38′ Tisza 43' | (1 – 0) Jegyzőkönyv | Debreceni 26' Benjamin 69′ |

| Szusza Ferenc Stadion, Budapest Nézőszám: 8 196 Játékvezető: Fábián Mihály (magyar) |

| 25. forduló 2009. április 28. 19:00 |

| Budapest Honvéd         | 0 – 2               | BFC Siófok                              |
| ----------------------- | ------------------- | --------------------------------------- |
| Rabóczki 50' Vukmir 73' | (0 – 0) Jegyzőkönyv | Ivancsics 52' (11-esből) Magasföldi 75' |

| Bozsik József Stadion, Budapest Nézőszám: 1 000 Játékvezető: Németh Ádám (magyar) |

| 26. forduló 2009. május 1. 19:00 |

| Haladás               | 1 – 0               | Budapest Honvéd                     |
| --------------------- | ------------------- | ----------------------------------- |
| Kenesei 40' Vörös 80' | (1 – 0) Jegyzőkönyv | Debreceni 37' Vólent 76' Vukmir 77' |

| Rohonci úti stadion, Szombathely Nézőszám: 6 500 Játékvezető: Kassai Viktor (magyar) |

| 27. forduló 2009. május 9. 15:00 |

| Budapest Honvéd             | 0 – 1               | Debreceni VSC                       |
| --------------------------- | ------------------- | ----------------------------------- |
| Takács 6' Maróti 43′, 90+2′ | (0 – 0) Jegyzőkönyv | Szakály 59' 55' Rudolf 85' Nagy 90' |

| Bozsik József Stadion, Budapest Nézőszám: 2 500 Játékvezető: Berger József (magyar) |

| 28. forduló 2009. május 16. 19:00 |

| Kecskeméti TE                                              | 3 – 1               | Budapest Honvéd                                |
| ---------------------------------------------------------- | ------------------- | ---------------------------------------------- |
| Litsingi 58' Montvai 65' 90+2' 90+2' Farkas 29' Gyagya 64' | (0 – 1) Jegyzőkönyv | Abraham 26' Genito 37' Lungu 42' Debreceni 57' |

| Széktói Stadion, Kecskemét Nézőszám: 3 500 Játékvezető: Bognár Tamás (magyar) |

| 29. forduló 2009. május 23. 19:00 |

| Budapest Honvéd                           | 1 – 0               | Rákospalotai EAC                |
| ----------------------------------------- | ------------------- | ------------------------------- |
| Hercegfalvi 21' Debreceni 74' Dobos 90+1' | (1 – 0) Jegyzőkönyv | Sallai 30' Pintér 39' Varga 59' |

| Bozsik József Stadion, Budapest Nézőszám: 1 000 Játékvezető: Szilasi Szabolcs (magyar) |

| 30. forduló 2009. május 30. 19:00 |

| Kaposvári Rákóczi                | 3 – 1               | Budapest Honvéd |
| -------------------------------- | ------------------- | --------------- |
| Kovácsevics 11' Nikolics 23' 83' | (2 – 0) Jegyzőkönyv | Moreira 79'     |

| Rákóczi Stadion, Kaposvár Nézőszám: 1 500 Játékvezető: Bognár Tamás (magyar) |

#### A bajnokság végeredménye
| #   | Csapat                    | M  | GY | D  | V  | G+ – G– | GK  | P  | Megjegyzések                  |
| --- | ------------------------- | -- | -- | -- | -- | ------- | --- | -- | ----------------------------- |
| 1.  | Debreceni VSC (B) (I)     | 30 | 21 | 5  | 4  | 70–29   | +41 | 68 | Bajnokok Ligája (selejtező)   |
| 2.  | Újpest (I)                | 30 | 17 | 8  | 5  | 61–38   | +23 | 59 | Európa-liga (2. selejtezőkör) |
| 3.  | Haladás Ú (I)             | 30 | 16 | 5  | 9  | 44–29   | +15 | 53 | Európa-liga (1. selejtezőkör) |
| 4.  | Zalaegerszegi TE          | 30 | 15 | 7  | 8  | 52–44   | +8  | 52 |                               |
| 5.  | Kecskeméti TE Ú           | 30 | 14 | 6  | 10 | 55–44   | +11 | 48 |                               |
| 6.  | FC Fehérvár               | 30 | 14 | 6  | 10 | 42–34   | +8  | 48 |                               |
| 7.  | MTK Budapest CV           | 30 | 13 | 6  | 11 | 43–41   | +2  | 45 |                               |
| 8.  | Győri ETO                 | 30 | 11 | 10 | 9  | 57–41   | +16 | 43 |                               |
| 9.  | Kaposvári Rákóczi         | 30 | 11 | 7  | 12 | 51–46   | +5  | 40 |                               |
| 10. | Vasas                     | 30 | 11 | 5  | 14 | 42–52   | −10 | 38 |                               |
| 11. | Paksi FC                  | 30 | 9  | 8  | 13 | 38–51   | −13 | 35 |                               |
| 12. | Diósgyőr                  | 30 | 9  | 6  | 15 | 29–45   | −16 | 33 |                               |
| 13. | Budapest Honvéd (KGY) (I) | 30 | 8  | 8  | 14 | 31–46   | −15 | 32 | Európa-liga (3. selejtezőkör) |
| 14. | Nyíregyháza Spartacus     | 30 | 7  | 11 | 12 | 32–41   | −9  | 32 |                               |
| 15. | BFC Siófok (K)            | 30 | 8  | 2  | 20 | 30–56   | −26 | 26 | NB II                         |
| 16. | Rákospalotai EAC (K)      | 30 | 3  | 6  | 21 | 33–73   | −40 | 15 | NB II                         |

Utolsó frissítés: 2013. február 19. 
Forrás: MLSZ adatbank 
A rangsorolás alapszabályai: 1. összpontszám, 2. győzelmek száma, 3. egymás elleni eredmények összpontszáma,  4. egymás elleni eredmények gólkülönbsége, 5. egymás elleni eredmények szerzett góljainak száma 6. gólkülönbség, 7. szerzett gólok száma.
(B): Bajnokcsapat, (K): Kieső csapat, (F): Feljutó csapat, (I): Kupainduló, (R): A rájátszás győztese, (KGY): Kupagyőztes

#### Az eredmények összesítése
Az alábbi táblázatban összesítve szerepelnek a Budapest Honvéd FC 2008/09-es bajnokságban elért eredményei.
| Ősz/tavasz (forduló)    | Otthon | Otthon | Otthon | Otthon | Otthon | Otthon | Otthon | Idegenben | Idegenben | Idegenben | Idegenben | Idegenben | Idegenben | Idegenben |
| Ősz/tavasz (forduló)    | M      | GY     | D      | V      | LG–KG  | GK     | P      | M         | GY        | D         | V         | LG–KG     | GK        | P         |
| ----------------------- | ------ | ------ | ------ | ------ | ------ | ------ | ------ | --------- | --------- | --------- | --------- | --------- | --------- | --------- |
| Őszi szezon (1–15.)     | 8      | 3      | 2      | 3      | 12–10  | +2     | 11     | 7         | 2         | 2         | 3         | 10–15     | –5        | 8         |
| Tavaszi szezon (16–30.) | 7      | 2      | 2      | 3      | 3–7    | –4     | 8      | 8         | 1         | 2         | 5         | 6–14      | –8        | 5         |
| Összesen (1–30.)        | 15     | 5      | 4      | 6      | 15–17  | –2     | 19     | 15        | 3         | 4         | 8         | 16–29     | –13       | 13        |

#### Helyezések fordulónként
| Forduló  | 1  | 2  | 3  | 4 | 5  | 6  | 7  | 8  | 9  | 10 | 11 | 12 | 13 | 14 | 15 | 16 | 17 | 18 | 19 | 20 | 21 | 22 | 23 | 24 | 25 | 26 | 27 | 28 | 29 | 30 |
| -------- | -- | -- | -- | - | -- | -- | -- | -- | -- | -- | -- | -- | -- | -- | -- | -- | -- | -- | -- | -- | -- | -- | -- | -- | -- | -- | -- | -- | -- | -- |
| Helyszín | O  | I  | O  | I | O  | I  | O  | I  | O  | I  | O  | I  | O  | I  | O  | I  | O  | I  | O  | I  | O  | I  | O  | I  | O  | I  | O  | I  | O  | I  |
| Eredmény | V  | D  | GY | D | GY | V  | V  | V  | D  | GY | V  | V  | D  | GY | GY | V  | V  | D  | D  | D  | D  | GY | GY | V  | V  | V  | V  | V  | GY | V  |
| Helyezés | 13 | 13 | 9  | 9 | 6  | 10 | 11 | 13 | 13 | 11 | 12 | 12 | 13 | 13 | 11 | 13 | 14 | 14 | 14 | 14 | 14 | 14 | 12 | 12 | 12 | 12 | 13 | 13 | 13 | 13 |

Helyszín: O = Otthon; I = Idegenben. Eredmény: GY = Győzelem; D = Döntetlen; V = Vereség.

### Magyar kupa
| 3. forduló 2008. szeptember 3. 16:30 |

| Tura VSK    | 1 – 2 (h. u.)       | Budapest Honvéd       |
| ----------- | ------------------- | --------------------- |
| Aranyos 38' | (1 – 0) Jegyzőkönyv | Filó 46' Zsolnai 118' |

| Tura Nézőszám: 500 Játékvezető: Hegedűs A. (magyar) |

| 4. forduló 2008. szeptember 24. 15:30 |

| Debreceni VSC II        | 0 – 1               | Budapest Honvéd                                 |
| ----------------------- | ------------------- | ----------------------------------------------- |
| Ludánszki 17' Rezes 64' | (0 – 0) Jegyzőkönyv | Abraham 67' Diego 22' Smiljanić 41' Horváth 83′ |

| Játékvezető: Takács János (magyar) |

| 5. forduló Első mérkőzés 2008. október 8. 15:00 |

| Makó FC                 | 0 – 2               | Budapest Honvéd            |
| ----------------------- | ------------------- | -------------------------- |
| Csamangó 34′ Maróti 40' | (0 – 1) Jegyzőkönyv | Stojaković 20' Abraham 75' |

| Makó Játékvezető: Fábián Mihály (magyar) |

| 5. forduló Visszavágó 2008. október 21. 18:00 |

| Budapest Honvéd                     | 3 – 1               | Makó FC                |
| ----------------------------------- | ------------------- | ---------------------- |
| Moreira 38' Smiljanić 55' Abass 63' | (1 – 0) Jegyzőkönyv | Molnár 86' Podonyi 55' |

| Bozsik József Stadion, Budapest Játékvezető: Gaál Gyöngyi (magyar) |

| Negyeddöntő Első mérkőzés 2009. március 11. 18:00 |

| Budapest Honvéd                       | 2 – 0               | Kecskeméti TE                     |
| ------------------------------------- | ------------------- | --------------------------------- |
| Moreira 36' 54' Filó 83' Benjamin 87' | (1 – 0) Jegyzőkönyv | Čukić 3' Farkas 41' Schindler 63' |

| Bozsik József Stadion, Budapest Nézőszám: 1 000 Játékvezető: Iványi Zoltán (magyar) |

| Negyeddöntő Visszavágó 2009. március 18. 19:00 |

| Kecskeméti TE                                         | 1 – 4               | Budapest Honvéd                                                |
| ----------------------------------------------------- | ------------------- | -------------------------------------------------------------- |
| Montvai 16' Kormos 23' Koncz 44' Némedi 51' Čukić 58' | (1 – 3) Jegyzőkönyv | Abass 4' 44' Abraham 33' Arsenijević 90+1' Takács 21' Filó 59' |

| Széktói Stadion, Kecskemét Nézőszám: 1 000 Játékvezető: Vad II. István (magyar) |

| Elődöntő Első mérkőzés 2009. április 15. 18:00 |

| BFC Siófok                                                                              | 1 – 2               | Budapest Honvéd                                                   |
| --------------------------------------------------------------------------------------- | ------------------- | ----------------------------------------------------------------- |
| Hercegfalvi 6' (öngól) Hegedűs 33' Horváth 67' Magasföldi 77' Andruskó 90+2' Sütő 90+2' | (1 – 0) Jegyzőkönyv | Moreira 75' Abraham 78' Smiljanić 1' Filó 7' Vukmir 47' Lungu 51' |

| Révész Géza utcai stadion, Siófok Nézőszám: 1 000 Játékvezető: Andó-Szabó Sándor (magyar) |

| Elődöntő Visszavágó 2009. április 21. 18:00 |

| Budapest Honvéd                                        | 2 – 2               | BFC Siófok                                                  |
| ------------------------------------------------------ | ------------------- | ----------------------------------------------------------- |
| Smiljanić 43' Hercegfalvi 90+1' Filó 22' Debreceni 67' | (1 – 0) Jegyzőkönyv | Hegedűs 49' 53' Ivancsics 74' Horváth 17' Sütő 28' Nagy 83′ |

| Bozsik József Stadion, Budapest Nézőszám: 2 000 Játékvezető: Bede Ferenc (magyar) |

| Döntő Első mérkőzés 2009. május 20. 18:00 |

| Győri ETO                                                        | 0 – 1               | Budapest Honvéd                               |
| ---------------------------------------------------------------- | ------------------- | --------------------------------------------- |
| Alekszidze 17' Böőr 20' Odikadze 47' Bajzát 67' Stevanović 90+3' | (0 – 0) Jegyzőkönyv | Abraham 71' Smiljanić 20' Filó 78' Maróti 88' |

| ETO Park, Győr Nézőszám: 11 000 Játékvezető: Szabó Zsolt (magyar) Asszisztensek: Vámos Tibor Erős Gábor |

| Döntő Visszavágó 2009. május 26. 19:00 |

| Budapest Honvéd                                 | 0 – 0               | Győri ETO                                                 |
| ----------------------------------------------- | ------------------- | --------------------------------------------------------- |
| Hercegfalvi 29' Smiljanić 48' Benjamin 81′, 83′ | (0 – 0) Jegyzőkönyv | Stanišić 30' Böőr 39' Šupić 10′, 63′ Stark 86' Copa 90+2' |

| Bozsik József Stadion, Budapest Nézőszám: 7 000 Játékvezető: Solymosi Péter (magyar) Asszisztensek: Szpisják Zsolt Farkas Balázs |

### Ligakupa

#### Csoportkör (D csoport)
| 1. forduló 2008. október 1. 17:00 |

| Kecskeméti TE                                                          | 2 – 3               | Budapest Honvéd                                                         |
| ---------------------------------------------------------------------- | ------------------- | ----------------------------------------------------------------------- |
| Savić 11' Kormos 69' Balázs 8' Alempijević 18' Menyhárt 36' Sándor 80′ | (1 – 2) Jegyzőkönyv | Stojaković 10' 32' Dobos 37' Arsenijević 61' Albarracin 75′ Fazakas 85' |

| Széktói Stadion, Kecskemét Nézőszám: 600 Játékvezető: Kovács Gábor (magyar) |

| 2. forduló 2008. október 15. 17:30 |

| Budapest Honvéd                                     | 2 – 2               | Ferencváros                 |
| --------------------------------------------------- | ------------------- | --------------------------- |
| Hercegfalvi 24' Moreira 90+2' Brou 7' Ivancsics 87' | (1 – 1) Jegyzőkönyv | Downing 18' Bartholomew 74' |

| Bozsik József Stadion, Budapest Játékvezető: Arany Tamás (magyar) |

| 3. forduló 2008. október 29. 18:00 |

| Budapest Honvéd                                                     | 8 – 1               | Rákospalotai EAC      |
| ------------------------------------------------------------------- | ------------------- | --------------------- |
| Kocsis 4' 45' Gebro 25' Simić 30' Arsenijević 56' 86' Diego 63' 90' | (4 – 1) Jegyzőkönyv | Lisztes 3' Kovács 57' |

| Bozsik József Stadion, Budapest Játékvezető: Varga László (magyar) |

| 4. forduló 2008. november 5. 17:00 |

| FC Fehérvár                                 | 2 – 2               | Budapest Honvéd           |
| ------------------------------------------- | ------------------- | ------------------------- |
| Mohl 26' Disztl 79' Kulcsár 40' Denysov 63' | (1 – 0) Jegyzőkönyv | Abass 67' Arsenijević 71' |

| Sóstói Stadion, Székesfehérvár Játékvezető: Takács János (magyar) |

| 5. forduló 2008. november 11. 13:30 |

| Baktalórántháza VSE                            | 1 – 5               | Budapest Honvéd                                                         |
| ---------------------------------------------- | ------------------- | ----------------------------------------------------------------------- |
| Illés 13' 69' Szilágyi 40' Tolnai 83' Vágó 84′ | (1 – 4) Jegyzőkönyv | Arsenijević 7' 33' Abass 20' Ivancsics 39' 60' Debreceni 56' Kocsis 84′ |

| Baktalórántháza Játékvezető: Iványi Zoltán (magyar) |

| 6. forduló 2008. november 22. 17:00 |

| Budapest Honvéd                                            | 5 – 3               | Kecskeméti TE                        |
| ---------------------------------------------------------- | ------------------- | ------------------------------------ |
| Stojaković 11' Hercegfalvi 49' 68' 82' Filó 84' Maróti 46' | (1 – 0) Jegyzőkönyv | Hegedűs 57' Kormos 65' 67' Čukić 42' |

| Bozsik József Stadion, műfüves pálya, Budapest Nézőszám: 300 Játékvezető: Bognár Tamás (magyar) |

| 7. forduló 2008. november 30. 17:30 |

| Ferencváros                         | 2 – 2               | Budapest Honvéd                     |
| ----------------------------------- | ------------------- | ----------------------------------- |
| Deme 24' Kamate 59' 69' Országh 36' | (1 – 2) Jegyzőkönyv | Moreira 6' Rodrigues 33' Takács 65′ |

| Albert Flórián Stadion, Budapest Játékvezető: Szabó Zsolt (magyar) |

| 8. forduló 2008. december 6. 13:00 |

| Rákospalotai EAC                | 1 – 0               | Budapest Honvéd                        |
| ------------------------------- | ------------------- | -------------------------------------- |
| Kapcsos 65' Kovács 48' Erős 58' | (0 – 0) Jegyzőkönyv | Tóth 15' Debreceni 45' Hercegfalvi 78′ |

| Budai II László Stadion, Budapest Játékvezető: Németh Ádám (magyar) |

| 9. forduló 2009. február 7. 15:00 |

| Budapest Honvéd            | 1 – 1               | FC Fehérvár                                |
| -------------------------- | ------------------- | ------------------------------------------ |
| Arsenijević 38' Genito 82' | (1 – 1) Jegyzőkönyv | Sitku 23' Radović 6' Horváth 37' Lázár 59' |

| Bozsik József Stadion, Budapest Játékvezető: Iványi Zoltán (magyar) |

| 10. forduló 2009. február 14. 13:00 |

| Budapest Honvéd                                                    | 5 – 1               | Baktalórántháza VSE               |
| ------------------------------------------------------------------ | ------------------- | --------------------------------- |
| Abraham 50' 81' Abass 58' Arsenijević 62' Smiljanić 67' Maróti 40' | (0 – 1) Jegyzőkönyv | Illés 41' Szilágyi 16' Tolnai 51' |

| Bozsik József Stadion, Budapest Játékvezető: Kulcsár Katalin (magyar) |

#### A D csoport végeredménye
| Színmagyarázat | Színmagyarázat                                                 |
| -------------- | -------------------------------------------------------------- |
|                | A csoportelső és csoportmásodik bejutott a középdöntőbe.       |
|                | A csoport többi helyezettje nem folytathatta a kupaszereplést. |

| Csapat              | M  | Gy | D | V  | Lg | Kg | Gk  | P  |
| ------------------- | -- | -- | - | -- | -- | -- | --- | -- |
| FC Fehérvár         | 10 | 7  | 3 | 0  | 29 | 9  | +20 | 24 |
| Budapest Honvéd     | 10 | 5  | 4 | 1  | 33 | 16 | +17 | 19 |
| Ferencváros         | 10 | 5  | 4 | 1  | 20 | 10 | +10 | 19 |
| Kecskeméti TE       | 10 | 3  | 2 | 5  | 22 | 17 | +5  | 11 |
| Rákospalotai EAC    | 10 | 3  | 1 | 6  | 14 | 28 | -14 | 10 |
| Baktalórántháza VSE | 10 | 0  | 0 | 10 | 3  | 41 | -38 | 0  |

#### Negyeddöntő
| Első mérkőzés 2009. március 5. 18:00 |

| Budapest Honvéd                                          | 5 – 1               | Vasas       |
| -------------------------------------------------------- | ------------------- | ----------- |
| Stojaković 35' Arsenijević 62' Abraham 71' 79' Dobos 77' | (1 – 1) Jegyzőkönyv | Sowunmi 27' |

| Bozsik József Stadion, Budapest Játékvezető: Szilasi Szabolcs (magyar) |

| Visszavágó 2009. március 25. 17:00 |

| Vasas                | 0 – 0               | Budapest Honvéd            |
| -------------------- | ------------------- | -------------------------- |
| Vujović 64' Kiss 86' | (0 – 0) Jegyzőkönyv | Arsenijević 62' Maróti 65' |

| Illovszky Rudolf Stadion, Budapest Játékvezető: Gaál Gyöngyi (magyar) |

#### Elődöntő
| Első mérkőzés 2009. március 29. 17:30 |

| Budapest Honvéd | 0 – 1               | Pécsi MFC     |
| --------------- | ------------------- | ------------- |
| Filó 41'        | (0 – 0) Jegyzőkönyv | Berdó 82' 82' |

| Bozsik József Stadion, Budapest Játékvezető: Farkas Ádám (magyar) |

| Visszavágó 2009. április 9. 18:00 |

| Pécsi MFC                             | 1 – 0               | Budapest Honvéd                                          |
| ------------------------------------- | ------------------- | -------------------------------------------------------- |
| Gyánó 59' 35' Berdó 19' Présinger 62' | (0 – 0) Jegyzőkönyv | Fazakas 14' Smiljanić 19' Filó 45′ Diego 61' Lungu 90+4' |

| Játékvezető: Vad II. István (magyar) |

## Külső hivatkozások
- A csapat hivatalos honlapja
- A Magyar Labdarúgó Szövetség honlapja, adatbankja